# Долгочевская башня
Долгочевская башня — одна из сохранившихся до наших дней башен Смоленской крепостной стены.

## Местонахождение и внешний вид
Долгочевская башня находится на улице Маршала Жукова, за областным онкологическим диспансером. Находится в составе самого длинного из сохранившихся участков Смоленской крепостной стены между башнями Ворониной и Зимбулкой. Представляет собой 16-гранную глухую башню.
В настоящее время отреставрирована, имеется крыша. Внутри башни отсутствуют перекрытия. Вход в башню возможен со стороны улицы Маршала Жукова. Подо что-либо в настоящее время не используется.

## История
В 1706 году башня была защищена земляной насыпью, которая была видна до конца XVIII века. 
К 1908 году вся местность у Долгочевской башни с внутренней стороны стены была застроена, вследствие чего осмотреть её можно было лишь с внешней стороны стены.
По мнению историка Орловского, название «Шембелева» башня получила от фамилии генерала Шембеля, по мнению историка Писарева — от командующего ею по фамилии Шембель. 